# دریاچه مارگارت (تاسمانیا)
دریاچه مارگارت (به انگلیسی: Lake Margaret) یک منطقهٔ مسکونی در استرالیا است که در تاسمانی واقع شده‌است.